# Maigret (téléfilm, 1970)
Pour les articles homonymes, voir Maigret (homonymie).
Pour plus de détails, voir Fiche technique et Distribution.
Maigret est un téléfilm français réalisé par Claude Barma, qui fait partie de la série Les Enquêtes du commissaire Maigret, d'après le roman homonyme de Georges Simenon. Il a été adapté par Jacques Rémy et Claude Barma. La première diffusion date du 28 novembre 1970 ; l'épisode, d'une durée de 79 minutes, est en noir et blanc.

## Synopsis
Un meurtre a été commis dans une boite de nuit à Montmartre. Le pauvre neveu du Commissaire Maigret qui était sur les lieux du crime pendant l'incident est le principal suspect. Maigret, bien qu'il soit écarté de la P.J., mène l'enquête à sa manière... 

## Fiche technique
- Titre : Maigret
- Réalisation : Claude Barma
- Adaptation : Claude Barma et Jacques Rémy
- Dialogues : Jacques Rémy
- Musique : Raymond Bernard
- Directeurs de la photographie : Roger Arrignon et Jean Boffety
- Décors : Alain Nègre
- Ensemblier : Alain Maunoury
- Chef de plateau : René Guiraud
- Costumière : Marie-France Jaumillot
- Ingénieur de la vision : Roger Renevert
- Ingénieur du son vidéo : Pierre Terrier
- Assistant au son vidéo : Bernard Pele
- Cadreurs vidéo : Pierre Disbeaux, Roger Fontana, Marcel Moulinard, Serge Palatsi
- Ingénieur du son film : Guy Solignac
- Assistant au son film : Édouard Hoffmann
- Cadreur : Jacques Guérin
- Assistants cadreurs : James Coumes et Hubert Lhommelais
- Montage : Andrée Lemaire
- Assistants réalisateur : Jean-Louis Muller et Jean-Paul Laborde
- Chef de production : Roger Verger
- Réglages des cascades : Jean Galtat
- Cascadeurs : Patrick James et Michel Bouba
- Laboratoires : G.T.C. (Joinville)

## Distribution
- Jean Richard : Commissaire Maigret
- Rogers : Audiat
- Andrex : Cageot
- Armand Mestral : Amadieu
- Jean-Paul Frankeur : Philippe
- Marion Loran : Fernande
- François Cadet : inspecteur Lucas
- Dominique Blanchar : Madame Maigret
- Jean Valmence : Eugène
- Frédéric Santaya : Moers
- Jean Lanier : le directeur de la P.J.
- Dominique Santarelli : le patron Fontaine
- Jean-Jacques Rémy : un ami d’Eugène
- Jacques Provins : le garçon Fontaine
- Pierre Londiche : Godet
- Christian Charras : le secrétaire de la P.J.
- Georges Lucas : l’huissier
- Bob Darcy : le garçon d’étage
- Guy Bonnafoux : le laveur de vitres du restaurant (non crédité)
- Gaston Meunier : un consommateur au café (non crédité)
- Marc Arian : un agent de police au cabaret (non crédité)
- Roland Malet : un agent de police dans les couloirs de la P.J. (non crédité)
- Toni Morena : un agent de police à l’entrée de l’immeuble de Cageot (non crédité)